# Gale Ridge
Il Gale Ridge (in lingua inglese: Dorsale di Gale) è una dorsale montuosa lunga 22 km, che si sviluppa in direzione nordovest a partire dal Monte Dover, nel Neptune Range, che fa parte dei Monti Pensacola in Antartide. 
La dorsale è stata mappata dallo United States Geological Survey (USGS) sulla base di rilevazioni e foto aeree scattate dalla U.S. Navy nel periodo 1956-66.
La denominazione è stata assegnata dall'Advisory Committee on Antarctic Names (US-ACAN) in onore di Phillip L. Gale, meteorologo presso la Stazione Ellsworth, nell'inverno 1962.